# Kim Jin-su (voetballer)
Kim Jin-su (Gyeonggi-do, 13 juni 1992) is een Zuid-Koreaans professioneel voetballer die doorgaans speelt als linksback. In januari 2025 verruilde hij Jeonbuk Motors voor FC Seoul. Kim maakte in 2013 zijn debuut in het Zuid-Koreaans voetbalelftal.

## Clubcarrière
Kim speelde voetbal op zijn universiteit en op 13 januari 2012 stapte hij over naar het Japanse Albirex Niigata. Hij debuteerde op 10 maart, toen er met 1–0 verloren werd tegen Kawasaki Frontale en Kim mocht voor het eerst zijn opwachting maken. Zijn eerste competitiedoelpunt scoorde de verdediger op 24 november van datzelfde jaar, toen er met 0–1 gewonnen werd van Vegalta Sendai. Hij tekende in juni 2014 een vierjarig contract bij 1899 Hoffenheim, dat hem overnam voor circa één miljoen euro.
In januari 2017 keerde Kim met vierendertig Bundesligawedstrijden op zak terug naar zijn vaderland Zuid-Korea, waar hij tekende voor Jeonbuk Motors. Kim verkaste in oktober 2020 voor de tweede maal naar het buitenland, dit keer naar Al-Nassr. Hij keerde in de zomer van 2021 op huurbasis terug naar Jeonbuk Motors en die verhuurperiode werd een jaar later met een seizoen verlengd. Medio 2023 keerde Kim definitief terug bij Jeonbuk Motors, om in januari 2025 voor FC Seoul te gaan spelen.

## Clubstatistieken
| Seizoen | Club             | Competitie | Competitie | Competitie | Beker | Beker | Internationaal | Internationaal | Totaal | Totaal |
| Seizoen | Club             | Competitie | Wed.       | Dlp.       | Wed.  | Dlp.  | Wed.           | Dlp.           | Wed.   | Dlp.   |
| ------- | ---------------- | ---------- | ---------- | ---------- | ----- | ----- | -------------- | -------------- | ------ | ------ |
| 2012    | Albirex Niigata  | J-League   | 23         | 1          | 4     | 0     | —              | —              | 27     | 1      |
| 2013    | Albirex Niigata  | J-League   | 31         | 0          | 4     | 0     | —              | —              | 35     | 0      |
| 2014    | Albirex Niigata  | J-League   | 12         | 0          | 2     | 1     | —              | —              | 14     | 1      |
| 2014/15 | 1899 Hoffenheim  | Bundesliga | 19         | 0          | 2     | 0     | —              | —              | 21     | 0      |
| 2015/16 | 1899 Hoffenheim  | Bundesliga | 15         | 0          | 0     | 0     | —              | —              | 15     | 0      |
| 2016/17 | 1899 Hoffenheim  | Bundesliga | 0          | 0          | 0     | 0     | —              | —              | 0      | 0      |
| 2017    | Jeonbuk Motors   | K-League   | 29         | 4          | 0     | 0     | —              | —              | 29     | 4      |
| 2018    | Jeonbuk Motors   | K-League   | 7          | 1          | 0     | 0     | 4              | 2              | 11     | 3      |
| 2019    | Jeonbuk Motors   | K-League   | 27         | 2          | 0     | 0     | 7              | 0              | 34     | 2      |
| 2020    | Jeonbuk Motors   | K-League   | 15         | 0          | 2     | 0     | 2              | 0              | 19     | 0      |
| 2020/21 | Al-Nassr         | Pro League | 7          | 0          | 3     | 0     | —              | —              | 10     | 0      |
| 2021    | → Jeonbuk Motors | K-League   | 12         | 0          | 0     | 0     | 2              | 0              | 14     | 0      |
| 2022    | → Jeonbuk Motors | K-League   | 31         | 2          | 4     | 0     | 8              | 0              | 43     | 2      |
| 2023    | → Jeonbuk Motors | K-League   | 10         | 0          | 1     | 0     | 0              | 0              | 11     | 0      |
| 2023    | Jeonbuk Motors   | K-League   | 9          | 0          | 2     | 0     | 5              | 0              | 16     | 0      |
| 2024    | Jeonbuk Motors   | K-League   | 20         | 0          | 1     | 0     | 4              | 0              | 25     | 0      |
| 2025    | FC Seoul         | K-League   | 0          | 0          | 0     | 0     | —              | —              | 0      | 0      |
| Totaal  | Totaal           | Totaal     | 268        | 10         | 24    | 1     | 32             | 2              | 324    | 13     |

Bijgewerkt op 17 januari 2025.

## Interlandcarrière
Kim debuteerde voor het Zuid-Koreaans voetbalelftal op 20 juli 2013. Op die dag werd een Oost-Azië Cupduel tegen Australië met 0–0 gelijkgespeeld. Kim mocht van bondscoach Hong Myung-bo het gehele duel meespelen. Op 5 mei 2014 werd bekendgemaakt dat Kim onderdeel uitmaakt van de Zuid-Koreaanse selectie voor het WK 2014 in Brazilië.
In november 2022 werd Kim door Paulo Bento opgenomen in de selectie van Zuid-Korea voor het WK 2022. Tijdens dit WK werd Zuid-Korea door Brazilië uitgeschakeld in de achtste finales nadat in de groepsfase gelijkgespeeld werd tegen Uruguay, verloren van Ghana en gewonnen van Portugal. Kim kwam in alle vier duels in actie. Zijn toenmalige clubgenoten Paik Seung-ho, Cho Gue-sung, Song Bum-keun, Kim Moon-hwan en Song Min-kyu (allen eveneens Zuid-Korea) waren ook actief op het toernooi.
| Interlands van Kim Jin-su voor Zuid-Korea | Interlands van Kim Jin-su voor Zuid-Korea | Interlands van Kim Jin-su voor Zuid-Korea | Interlands van Kim Jin-su voor Zuid-Korea | Interlands van Kim Jin-su voor Zuid-Korea | Interlands van Kim Jin-su voor Zuid-Korea |
| №                                         | Datum                                     | Wedstrijd                                 | Uitslag                                   | Competitie                                | Goals                                     |
| Als speler bij Albirex Niigata            | Als speler bij Albirex Niigata            | Als speler bij Albirex Niigata            | Als speler bij Albirex Niigata            | Als speler bij Albirex Niigata            | Als speler bij Albirex Niigata            |
| ----------------------------------------- | ----------------------------------------- | ----------------------------------------- | ----------------------------------------- | ----------------------------------------- | ----------------------------------------- |
| 1                                         | 20 juli 2013                              | Zuid-Korea – Australië                    | 0 – 0                                     | Oost-Azië Cup 2013                        |                                           |
| 2                                         | 28 juli 2013                              | Zuid-Korea – Japan                        | 1 – 2                                     | Oost-Azië Cup 2013                        |                                           |
| 3                                         | 12 oktober 2013                           | Zuid-Korea – Mali                         | 3 – 1                                     | Vriendschappelijk                         |                                           |
| 4                                         | 15 oktober 2013                           | Zuid-Korea – Brazilië                     | 0 – 2                                     | Vriendschappelijk                         |                                           |
| 5                                         | 15 november 2013                          | Zuid-Korea – Zwitserland                  | 2 – 1                                     | Vriendschappelijk                         |                                           |
| 6                                         | 26 januari 2014                           | Costa Rica – Zuid-Korea                   | 0 – 1                                     | Vriendschappelijk                         |                                           |
| 7                                         | 30 januari 2014                           | Mexico – Zuid-Korea                       | 4 – 0                                     | Vriendschappelijk                         |                                           |
| 8                                         | 1 februari 2014                           | Verenigde Staten – Zuid-Korea             | 2 – 0                                     | Vriendschappelijk                         |                                           |
| 9                                         | 5 maart 2014                              | Griekenland – Zuid-Korea                  | 0 – 2                                     | Vriendschappelijk                         |                                           |
| 10                                        | 28 mei 2014                               | Zuid-Korea – Tunesië                      | 0 – 1                                     | Vriendschappelijk                         |                                           |
| Als speler bij 1899 Hoffenheim            |                                           |                                           |                                           |                                           |                                           |
| 11                                        | 4 januari 2015                            | Saoedi-Arabië – Zuid-Korea                | 0 – 2                                     | Vriendschappelijk                         |                                           |
| 12                                        | 10 januari 2015                           | Zuid-Korea – Oman                         | 1 – 0                                     | AK 2015                                   |                                           |
| 13                                        | 13 januari 2015                           | Koeweit – Zuid-Korea                      | 0 – 1                                     | AK 2015                                   |                                           |
| 14                                        | 17 januari 2015                           | Australië – Zuid-Korea                    | 0 – 1                                     | AK 2015                                   |                                           |
| 15                                        | 22 januari 2015                           | Zuid-Korea – Oezbekistan                  | 2 – 0                                     | AK 2015                                   |                                           |
| 16                                        | 26 januari 2015                           | Zuid-Korea – Irak                         | 2 – 0                                     | AK 2015                                   |                                           |
| 17                                        | 31 januari 2015                           | Zuid-Korea – Australië                    | 1 – 2                                     | AK 2015                                   |                                           |
| 18                                        | 11 juni 2015                              | Zuid-Korea – Verenigde Arabische Emiraten | 3 – 0                                     | Vriendschappelijk                         |                                           |
| 19                                        | 16 juni 2015                              | Myanmar – Zuid-Korea                      | 0 – 2                                     | WK 2018 kwalificatie                      |                                           |
| 20                                        | 3 september 2015                          | Zuid-Korea – Laos                         | 8 – 0                                     | WK 2018 kwalificatie                      |                                           |
| 21                                        | 8 september 2015                          | Libanon – Zuid-Korea                      | 0 – 3                                     | WK 2018 kwalificatie                      |                                           |
| 22                                        | 13 oktober 2015                           | Zuid-Korea – Jamaica                      | 3 – 0                                     | Vriendschappelijk                         |                                           |
| 23                                        | 12 november 2015                          | Zuid-Korea – Myanmar                      | 4 – 0                                     | WK 2018 kwalificatie                      |                                           |
| 24                                        | 24 maart 2016                             | Zuid-Korea – Libanon                      | 1 – 0                                     | WK 2018 kwalificatie                      |                                           |
| Als speler bij Jeonbuk Motors             |                                           |                                           |                                           |                                           |                                           |
| 25                                        | 23 maart 2017                             | China – Zuid-Korea                        | 1 – 0                                     | WK 2018 kwalificatie                      |                                           |
| 26                                        | 28 maart 2017                             | Zuid-Korea – Syrië                        | 1 – 0                                     | WK 2018 kwalificatie                      |                                           |
| 27                                        | 13 juni 2017                              | Qatar – Zuid-Korea                        | 3 – 2                                     | WK 2018 kwalificatie                      |                                           |
| 28                                        | 31 augustus 2017                          | Zuid-Korea – Iran                         | 0 – 0                                     | WK 2018 kwalificatie                      |                                           |
| 29                                        | 10 november 2017                          | Zuid-Korea – Colombia                     | 2 – 1                                     | Vriendschappelijk                         |                                           |
| 30                                        | 14 november 2017                          | Zuid-Korea – Servië                       | 1 – 1                                     | Vriendschappelijk                         |                                           |
| 31                                        | 9 december 2017                           | Zuid-Korea – China                        | 2 – 2                                     | Oost-Azië Cup 2017                        |                                           |
| 32                                        | 12 december 2017                          | Noord-Korea – Zuid-Korea                  | 0 – 1                                     | Oost-Azië Cup 2017                        |                                           |
| 33                                        | 16 december 2017                          | Japan – Zuid-Korea                        | 1 – 4                                     | Oost-Azië Cup 2017                        |                                           |
| 34                                        | 30 januari 2018                           | Zuid-Korea – Jamaica                      | 2 – 2                                     | Vriendschappelijk                         |                                           |
| 35                                        | 3 februari 2018                           | Zuid-Korea – Letland                      | 1 – 0                                     | Vriendschappelijk                         |                                           |
| 36                                        | 24 maart 2018                             | Noord-Ierland – Zuid-Korea                | 2 – 1                                     | Vriendschappelijk                         |                                           |
| 37                                        | 7 januari 2019                            | Zuid-Korea – Filipijnen                   | 1 – 0                                     | AK 2019                                   |                                           |
| 38                                        | 16 januari 2019                           | Zuid-Korea – China                        | 2 – 0                                     | AK 2019                                   |                                           |
| 39                                        | 22 januari 2019                           | Zuid-Korea – Bahrein                      | 2 – 1                                     | AK 2019                                   |                                           |
| 40                                        | 25 januari 2019                           | Zuid-Korea – Qatar                        | 0 – 1                                     | AK 2019                                   |                                           |
| 41                                        | 7 juni 2019                               | Zuid-Korea – Australië                    | 1 – 0                                     | Vriendschappelijk                         |                                           |
| 42                                        | 5 september 2019                          | Zuid-Korea – Georgië                      | 2 – 2                                     | Vriendschappelijk                         |                                           |
| 43                                        | 10 september 2019                         | Turkmenistan – Zuid-Korea                 | 0 – 2                                     | WK 2022 kwalificatie                      |                                           |
| 44                                        | 15 oktober 2019                           | Noord-Korea – Zuid-Korea                  | 0 – 0                                     | WK 2022 kwalificatie                      |                                           |
| 45                                        | 14 november 2019                          | Libanon – Zuid-Korea                      | 0 – 0                                     | WK 2022 kwalificatie                      |                                           |
| 46                                        | 19 november 2019                          | Brazilië – Zuid-Korea                     | 3 – 0                                     | Vriendschappelijk                         |                                           |
| 47                                        | 15 december 2019                          | Zuid-Korea – China                        | 1 – 0                                     | Oost-Azië Cup 2019                        |                                           |
| 48                                        | 18 december 2019                          | Zuid-Korea – Japan                        | 1 – 0                                     | Oost-Azië Cup 2019                        |                                           |
| 49                                        | 12 oktober 2021                           | Iran – Zuid-Korea                         | 1 – 1                                     | WK 2022 kwalificatie                      |                                           |
| 50                                        | 11 november 2021                          | Zuid-Korea – Verenigde Arabische Emiraten | 1 – 0                                     | WK 2022 kwalificatie                      |                                           |
| 51                                        | 16 november 2021                          | Irak – Zuid-Korea                         | 0 – 3                                     | WK 2022 kwalificatie                      |                                           |
| 52                                        | 15 januari 2022                           | IJsland – Zuid-Korea                      | 1 – 5                                     | Vriendschappelijk                         |                                           |
| 53                                        | 21 januari 2022                           | Zuid-Korea – Moldavië                     | 4 – 0                                     | Vriendschappelijk                         |                                           |
| 54                                        | 27 januari 2022                           | Libanon – Zuid-Korea                      | 0 – 1                                     | WK 2022 kwalificatie                      |                                           |
| 55                                        | 1 februari 2022                           | Syrië – Zuid-Korea                        | 0 – 2                                     | WK 2022 kwalificatie                      | 53'                                       |
| 56                                        | 24 maart 2022                             | Zuid-Korea – Iran                         | 2 – 0                                     | WK 2022 kwalificatie                      |                                           |
| 57                                        | 29 maart 2022                             | Verenigde Arabische Emiraten – Zuid-Korea | 1 – 0                                     | WK 2022 kwalificatie                      |                                           |
| 58                                        | 10 juni 2022                              | Zuid-Korea – Paraguay                     | 2 – 2                                     | Vriendschappelijk                         |                                           |
| 59                                        | 14 juni 2022                              | Zuid-Korea – Egypte                       | 4 – 1                                     | Vriendschappelijk                         |                                           |
| 59                                        | 20 juli 2022                              | China – Zuid-Korea                        | 0 – 3                                     | Oost-Azië Cup 2022                        |                                           |
| 59                                        | 27 juli 2022                              | Japan – Zuid-Korea                        | 3 – 0                                     | Oost-Azië Cup 2022                        |                                           |
| 62                                        | 23 september 2022                         | Zuid-Korea – Costa Rica                   | 2 – 2                                     | Vriendschappelijk                         |                                           |
| 63                                        | 27 september 2022                         | Zuid-Korea – Kameroen                     | 1 – 0                                     | Vriendschappelijk                         |                                           |
| 64                                        | 24 november 2022                          | Uruguay – Zuid-Korea                      | 0 – 0                                     | WK 2022                                   |                                           |
| 65                                        | 28 november 2022                          | Zuid-Korea – Ghana                        | 2 – 3                                     | WK 2022                                   |                                           |
| 66                                        | 2 december 2022                           | Zuid-Korea – Portugal                     | 2 – 1                                     | WK 2022                                   |                                           |
| 67                                        | 5 december 2022                           | Brazilië – Zuid-Korea                     | 4 – 1                                     | WK 2022                                   |                                           |
| 68                                        | 24 maart 2023                             | Zuid-Korea – Colombia                     | 2 – 2                                     | Vriendschappelijk                         |                                           |
| 69                                        | 20 juni 2023                              | Zuid-Korea – El Salvador                  | 1 – 1                                     | Vriendschappelijk                         |                                           |
| 70                                        | 17 oktober 2023                           | Zuid-Korea – Vietnam                      | 6 – 0                                     | Vriendschappelijk                         |                                           |
| 71                                        | 16 november 2023                          | Zuid-Korea – Singapore                    | 5 – 0                                     | WK 2026 kwalificatie                      |                                           |
| 72                                        | 25 januari 2024                           | Zuid-Korea – Maleisië                     | 3 – 3                                     | AK 2023                                   |                                           |
| 73                                        | 21 maart 2024                             | Zuid-Korea – Thailand                     | 1 – 1                                     | WK 2026 kwalificatie                      |                                           |
| 74                                        | 26 maart 2024                             | Thailand – Zuid-Korea                     | 0 – 3                                     | WK 2026 kwalificatie                      |                                           |
| 75                                        | 6 juni 2024                               | Singapore – Zuid-Korea                    | 0 – 7                                     | WK 2026 kwalificatie                      |                                           |
| 76                                        | 11 juni 2024                              | Zuid-Korea – China                        | 1 – 0                                     | WK 2026 kwalificatie                      |                                           |

Bijgewerkt op 17 januari 2025.